# Oäkta svågerlag
Oäkta svågerlag är en relation där en parts syskon haft en föräktenskaplig sexuell relation med den andre. Det utgjorde enligt svensk rätt (Giftermålsbalken) till 1915 ett äktenskapshinder.